# Arenas de San Juan
Arenas de San Juan település Spanyolországban, Ciudad Real tartományban. Arenas de San Juan Villarta de San Juan, Las Labores, Daimiel, Villarrubia de los Ojos és Puerto Lápice községekkel határos. Lakosainak száma 1035 fő (2024).

## Népesség
A település népessége az elmúlt években az alábbi módon változott:
| Lakosok száma | 1077 | 1075 | 1044 | 1050 | 1077 | 1089 | 1045 | 1011 | 1033 | 1035 |
|               | 2001 | 2004 | 2006 | 2009 | 2011 | 2014 | 2016 | 2019 | 2021 | 2024 |